# Liuda Purėnienė
Liuda Purėnienė-Vienožinskaitė (ur. 25 października 1884 w miejscowości Mataučizna koło Rakiszek, zm. 17 listopada 1972 w Kownie) – litewska prawnik, dziennikarka i działaczka polityczna.
Po ukończeniu gimnazjum w Mitawie (1904) zaangażowała się w działalność w ruchu rewolucyjnym. W 1914 została absolwentką wyższych kursów dla kobiet Bestużewa w Piotrogrodzie, później studiowała prawo na Uniwersytecie Piotrogrodzkim. W stolicy Rosji działała w tajnym zrzeszeniu litewskiej młodzieży studenckiej. Została również członkiem Litewskiej Partii Socjaldemokratycznej. W czasie I wojny światowej organizowała pomoc materialną dla rosyjskich Litwinom. 
Po powrocie do kraju w 1918 pracowała jako adwokat w Kownie. Przez krótki okres była również sekretarzem sądu okręgowego w Rakiszkach. W 1922 wybrana po raz pierwszy w skład Sejmu – swój mandat odnawiała w latach 1923 i 1926. 
Aktywna w ruchu lewicowym: od 1923 do 1931 zasiadała w KC Litewskiej Partii Socjaldemokratycznej jako sekretarz. W sierpniu 1928 i w lipcu 1931 brała udział w kongresach Międzynarodówki Socjalistycznej (odpowiednio: w Brukseli i w Wiedniu). 
W latach 1925–1930 wydawała czasopismo „Darbo balsas”, a w 1933 „Lietuvos darbo balsas”. Współpracowała z gazetami „Kultūra” i „Lietuvos žinios”. W 1938 została redaktorką pisma „Mintis”. 
Po II wojnie światowej za swą działalność była więziona przez władze radzieckie.